# Русиневич, Константин Владимирович
 Константин Владимирович Русиневич  (род. 29 сентября 1917 года), в городе Буйнакск (Дагестан) — поэт, учитель, воин. Член Союза писателей СССР, член Союза российских писателей. Умер в 23.07.2004 году Ростове-на-Дону.

## Биография
Судьба поэта Константина Русиневича драматична. Мать умерла, лишь успев дать сыну жизнь. В четырнадцать лет он потерял отца.
В 1936 году К. Русиневич окончил педрабфак в городе Махачкале.
В 1940 году окончил Дагестанский педагогический институт (факультет русского языка и литературы). Работал учителем русского языка и литературы в средней школе аула Кули.
В 1941 году, с первых дней Великой Отечественной войны, учился в Буйнакском военно-пехотном училище и по окончании его в январе 1942 года был направлен на Южный фронт, в 15-ю Краснознаменную Сивашскую дивизию, на должность начальника штаба батальона. В марте 1942 года дивизия была переведена на Брянский фронт. В июле 1942 года К. Русиневич получил тяжелое осколочное ранение в обе ноги. С тяжелым ранением молодой лейтенант попадает в госпиталь и покидает его в 1944 году без обеих ног.
За участие в боях награждён орденом Отечественной войны I степени.
В 1945 году Константин Владимирович переехал на постоянное жительство в Ростов-на-Дону. Став инвалидом, не прекращает активной общественной и творческой деятельности. Работал начальником отдела писем в газете «Красное знамя», потом был учителем русского языка и литературы в школе, там же библиотекарем.
В 1961 году Константин Владимирович Русиневич приглашен на должность литературного консультанта в газету «Вечерний Ростов». С 1962 по 1987 г. — литературный консультант областной газеты «Молот».

## Творчество
Пробовать себя в поэтическом творчестве Константин Владимирович начал ещё до войны, но печататься в газетах, журналах, коллективных сборниках стал с 1951 года.
Автор семи поэтических сборников, изданных в Москве и Ростове-на-Дону: «Кизиловый куст», «Семь цветов», «Круглая молния», «Перемены лет», «Восход», «Обожженное сердце», «Следы судьбы».

## Награды
- Орден Отечественной войны I степени

- Ордена и медали СССР

## Произведения К. В. Русиневича
Отдельные издания
- Кизиловый куст. Стихи. 1962.

- Семь цветов. Стихи. 1972.

- Круглая молния. Стихи. 1978.

- Перемены нет. Стихи. 1980.

- Восход. Стихи. 1984.

- Обожжённое сердце. Стихи. 1984.

- Следы судьбы. Стихи. 1996.

- Иронические причуды. Стихи, 1998.

- Багровый полдень. Стихи. 2000.

## О жизни и творчестве К. В. Русиневича
- Черепченко Л. Власть памяти// Дон, 1981, № 4. — С. 157—159.

- Сухорученко Г. В огне закаляется вера…// Вечерний Ростов, 1984. — 3 августа.

- Помазков Г. Ежедневный подвиг// Молот, 1984. — 7 августа.